# Acanthodelta subvariegata
Acanthodelta subvariegata är en fjärilsart som beskrevs av Embrik Strand 1914. Acanthodelta subvariegata ingår i släktet Acanthodelta och familjen nattflyn. Inga underarter finns listade i Catalogue of Life.